# Merry-Sec
Merry-Sec ist eine französische Gemeinde mit 175 Einwohnern (Stand: 1. Januar 2022) im Département Yonne in der Region Bourgogne-Franche-Comté (bis 2015: Burgund). Die Gemeinde gehört zum Arrondissement Auxerre und zum Kanton Vincelles (bis 2015 Kanton Courson-les-Carrières).

## Geografie
Merry-Sec liegt im Süden der Landschaft Puisaye, etwa 16 Kilometer südsüdwestlich von Auxerre. Umgeben wird Merry-Sec von den Nachbargemeinden Coulangeron im Norden und Nordwesten, Escamps im Norden und Nordosten, Migé im Osten und Nordosten, Mouffy im Osten und Südosten, Courson-les-Carrières im Südosten, Les Hauts de Forterre im Süden sowie Ouanne im Westen.

## Bevölkerungsentwicklung
| Jahr                      | 1962 | 1968 | 1975 | 1982 | 1990 | 1999 | 2006 | 2013 |
| Einwohner                 | 186  | 206  | 150  | 141  | 143  | 179  | 176  | 174  |
| Quelle: Cassini und INSEE |      |      |      |      |      |      |      |      |

## Sehenswürdigkeiten
- Kirche Saint-Menge, seit 1997 Monument historique

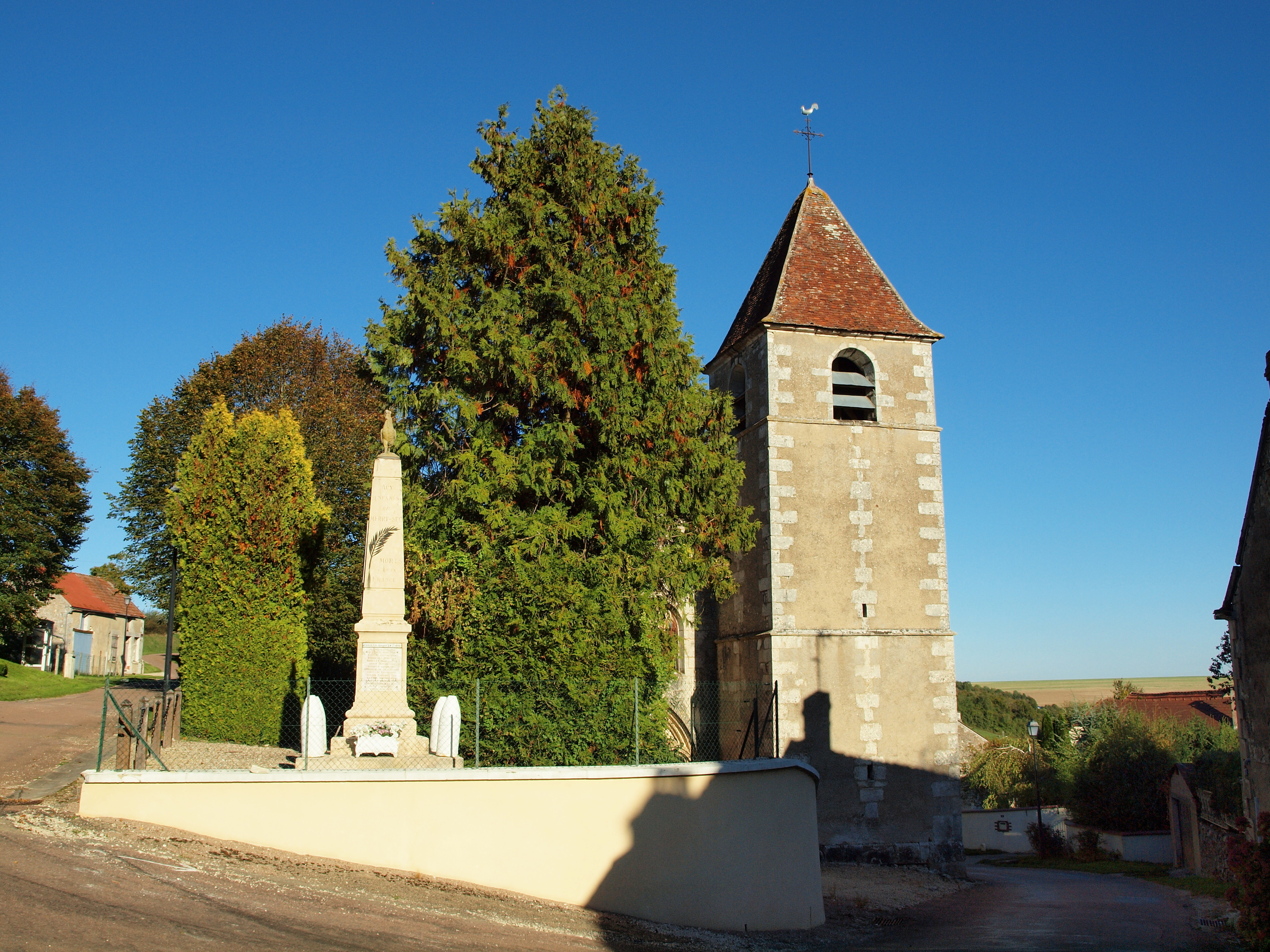
Kirche Saint-Menge